# Parazygiella montana
Parazygiella montana là một loài nhện trong họ Araneidae.
Loài này thuộc chi Parazygiella. Parazygiella montana được Carl Ludwig Koch miêu tả năm 1834.